# شهدخوار نوارارغوانی
شهدخوار نوارارغوانی (نام علمی: Cinnyris bifasciatus) یک گونه از پرندگان خانواده شهدخواران که در آنگولا، بوتسوانا، جمهوری کنگو، جمهوری دموکراتیک کنگو، اتیوپی، گابن، کنیا، مالاوی، موزامبیک، نامیبیا، رواندا، سومالی، آفریقای جنوبی، سوازیلند، تانزانیا، اوگاندا، زامبیا و زیمبابوه یافت می‌شود.
شهدخوار تساوو (Tsavo) که گاهی اوقات با شهدخوار نوارارغوانی ادغام می‌شود، در اینجا یک گونه جداگانه در نظر گرفته می‌شود.